# Miquel Iceta
Miquel Iceta, född den 17 augusti 1960 i Barcelona, är en spansk politiker och partisekreterare i Partido de los Socialistas de Cataluña (PSC). Han har varit ledamot i Kataloniens parlament sedan 1999 och första sekreterare i PSC sedan 2014. 
Vid 17 års ålder gick han med i Partido Socialista Popular, (PSP), grundat av Enrique Tierno Galván. År 1978 gick han med i Juventud Socialista de Cataluña (katalansk socialistisk ungdom), (JSC) – en ungdomsrörelse inom den katalanska delen av Spanska socialistiska arbetarpartiet (PSOE). Samtidigt studerade han kemi och ekonomi vid Barcelonas autonoma universitet (UAB). 

## Förste partisekreterare för PSC
Iceta var medlem i PSOE:s federala styrelse mellan juli 2008 och februari 2012, och lämnade sin post vid valet av den nya partisekreteraren Pere Navarro. Vid det regionala valet den 25 november 2012 kom han på elfte plats i provinsen Barcelona. Efter valet förlorade han sina parlamentariska funktioner, men tog tjänsten som förstesekreterare på parlamentets kontor. När Navarro avgick den 11 juni 2014 ställde han upp till valet som partisekreterare för PSC. Vid rådgivande omröstning den 13 juli i partiet fick han som enda kandidat 85% av rösterna.  Vid partikonferensen den 19 juli bildade han en verkställande kommitté bestående av 45 medlemmar, däribland borgmästaren i Lleida Àngel Ros som ordförande och parlamentsledamoten Nuria Parlon, borgmästare i Santa Coloma de Gramenet, som vice förstesekreterare. Som första namn på partilistan över socialisterna i Katalonien i provinsen Barcelona omvaldes Miquel Iceta till katalanska parlamentet den 27 september 2015, där PSC totalt hade 16 platser. Den 27 oktober 2017 upplöstes parlamentet efter regeringsingripande. 